# 11009 Sigridclose
11009 Sigridclose è un asteroide della fascia principale. Scoperto nel 1981, presenta un'orbita caratterizzata da un semiasse maggiore pari a 2,6982753 UA e da un'eccentricità di 0,1675637, inclinata di 12,85699° rispetto all'eclittica.